# Granges-sur-Lot
Granges-sur-Lot è un comune francese di 598 abitanti situato nel dipartimento del Lot e Garonna nella regione della Nuova Aquitania.

## Società

### Evoluzione demografica
Abitanti censiti